# James Chanos
James S. Chanos (nacido en 1957) es un gestor de fondos de cobertura estadounidense, y es presidente y fundador de Kynikos Associates, una empresa de inversiones de Nueva York que se centra en las ventas cortas.

## Vida y carrera
James Chanos nació en 1957. Nació en una familia griega que vive en Milwaukee. Se graduó en Wylie E. Groves High School, y luego en Yale en 1980. Él describe su estrategia de inversión como basada en "una investigación intensiva en acciones" en busca de fallos de mercado fundamentales y grandes en la valoración, por lo general basada en fracasos subestimados o no reportados previamente en la empresa o en el mercado de una acción.
En 2010, James Chanos advirtió que la economía hiperestimulada china estaba encabezada por un accidente, no un auge sostenido. Puso en duda la estabilidad de la economía china, que indica que la evidencia histórica análoga apunta especialmente a una burbuja inmobiliaria, mencionando los bienes raíces comerciales, en particular.